# Les Boucles de la Besbre
Pour les articles homonymes, voir Besbre.

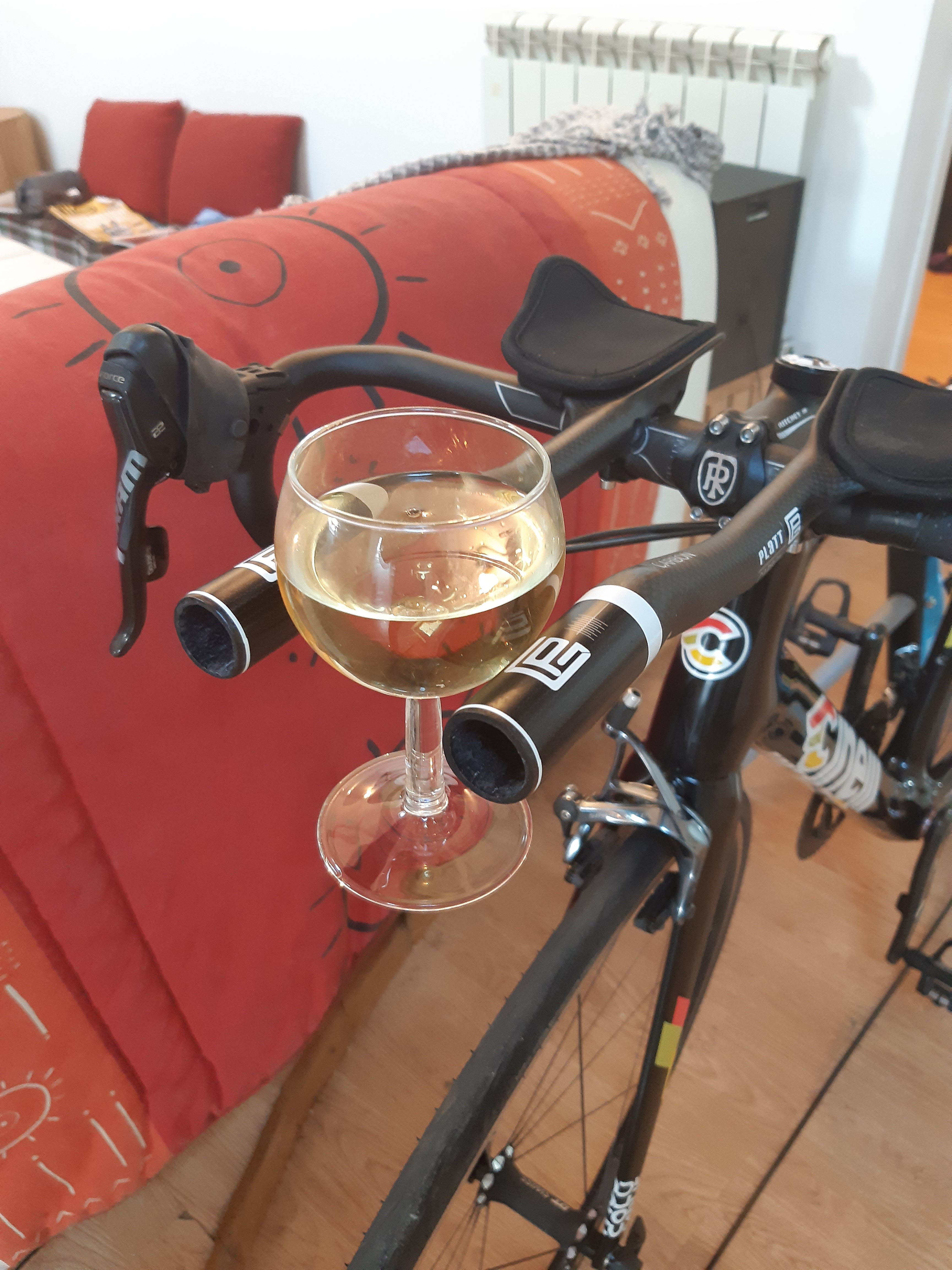
Les Boucles de la Besbre (allégorie).

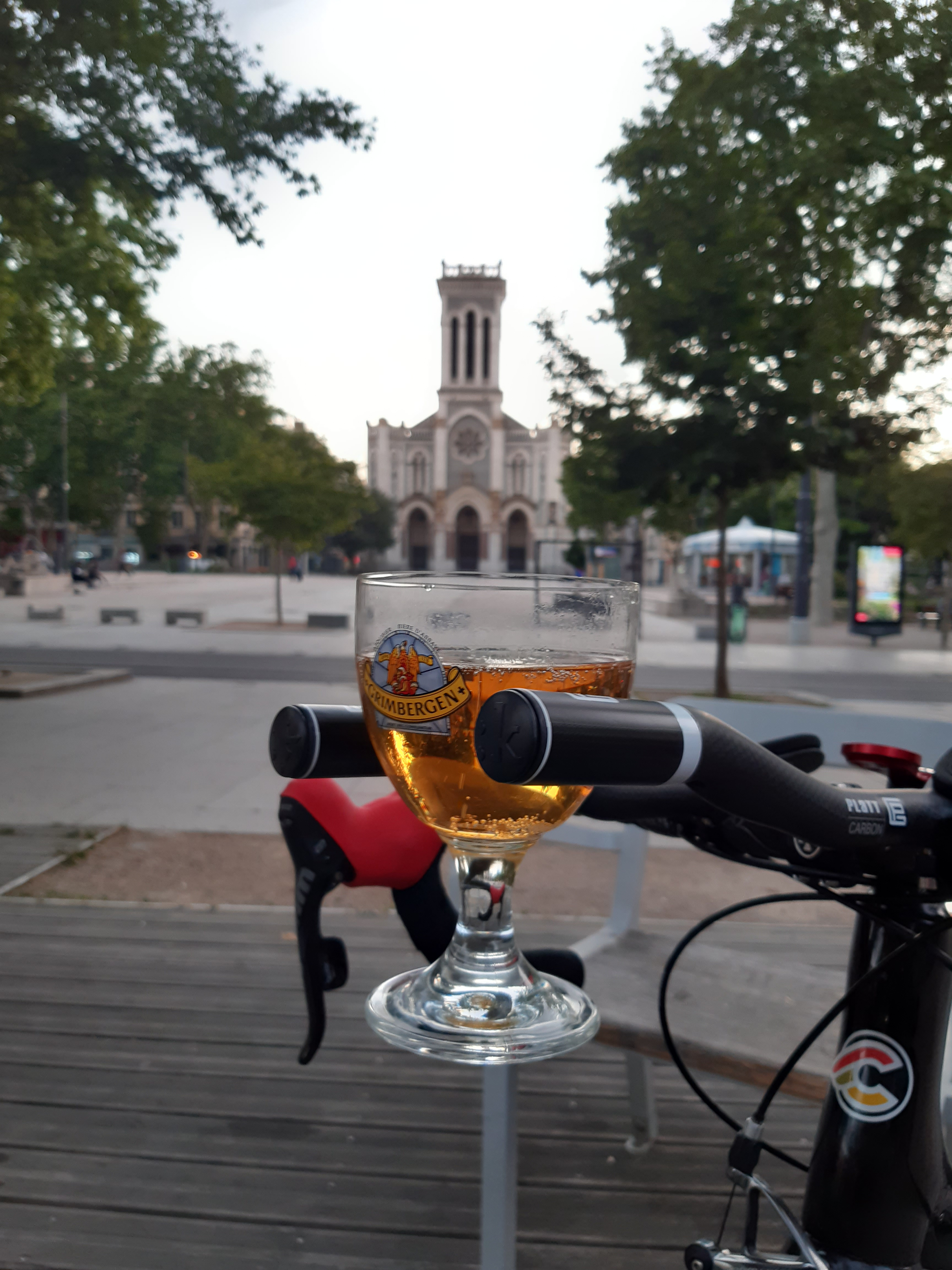
Les Boucles de la Besbre (seconde allégorie).

Les Boucles de la Besbre est une pseudo-course cycliste créée par le poète René Fallet, et son ami Robert Sausa. La première édition a lieu en catimini en 1967. Elle comptait cinq participants. La dernière s'est déroulée en 1975 et comptait une soixantaine de participants. Cet engouement relatif a sans doute été la cause de l'arrêt de cette course.
L'édition 1975 se déroule sur 28 km comprenant 6 points-chauds (6 arrêts bistro).
Parmi les participants célèbres, on peut citer Jean Carmet ou encore Michel Audiard. Une édition a eu lieu en 2003 pour célébrer les cent ans du Tour de France et les vingt ans de la mort de René Fallet[réf. souhaitée].

## Parcours
La Besbre est une rivière qui coule dans les deux départements de l'Allier et de la Loire. C'est en effet dans la région de Thionne et de Jaligny-sur-Besbre que se déroulait la course.

## Règlement
Le règlement original inclut notamment les points suivants :
- le vainqueur est défini à l'avance ;
  - variante : pesée de chaque coureur au départ et à l'arrivée : le coureur ayant pris le plus de poids est déclaré vainqueur.
- les échappées sont interdites ;
- les arrêts aux bistros rencontrés sur le parcours, appelés points chauds, sont obligatoires ;
- tout abandon non motivé est pénalisé d'une bouteille de champagne[4].

## Palmarès
- 1967 :
- 1968 : Marcel Chenal
- 1969 :
- 1970 : René Fallet[3]
- 1971 :
- 1972 : pas d'édition
- 1973 : pas d'édition
- 1974 :
- 1975 :